# Brenda E. Mathers
Brenda E. Mathers (...) è un'attrice statunitense.
Nel 1991 recitò la parte di Caroline nella serie televisiva I segreti di Twin Peaks.
Ha smesso di recitare da vari anni.

## Filmografia
- Velocity Trap (1997)
- Darkdrive (1996) (voce)
- I segreti di Twin Peaks (Twin Peaks), negli episodi "Doppio gioco" (1991), "Schiavi e padroni" (1991) e "Oltre la vita e la morte" (1991)
- Dietro la maschera (Beyond the Mask), regia di Chad Burns (2015)